# Sebastian Murawski
Sebastian Murawski (* 1. März 1994 in Kamień Pomorski) ist ein polnischer Fußballspieler.

## Karriere
Murawski kam über die Junioren von Gryf Kamień Pomorski und Salos Szczecin zur zweiten Mannschaft von Pogoń Stettin. In der Hinrunde 2014/15 war der Innenverteidiger für ein halbes Jahr an den polnischen Drittligisten Błękitni Stargard Szczeciński ausgeliehen. Nach seiner Rückkehr in der Winterpause zu Pogoń Stettin wurde er Ende April 2015 in den Kader der ersten Mannschaft integriert. Am 32. Spieltag der Ekstraklasa-Saison 2014/15 kam er gegen Górnik Zabrze zu seinem ersten Einsatz in der höchsten polnischen Spielklasse. 